# Larvs kyrka
Larvs kyrka är en kyrkobyggnad som sedan 2018 tillhör Varabygdens församling (tidigare Larvs församling) i Skara stift. Den ligger i kyrkbyn Larv i Vara kommun.

## Kyrkobyggnaden
Den tidigare kyrkobyggnaden byggdes på medeltiden. Den nuvarande stenkyrkan i nyklassisk stil uppfördes 1863–1865 efter ritningar av arkitekt Ludvig Hedin.
Kyrkan består av långhus med ett kor i öster som inte är särskilt utmarkerat. Vid långhusets östra kortsida finns en polygonal absid och vid dess västra kortsida ett kyrktorn. Vid korets norra sida finns en vidbyggd sakristia. Ytterväggarna är spritputsade och vitkalkade. Långhus, kor och sakristia har sadeltak belagda med skiffer. Torntaket har en fyrsidig huv med åttasidig tornspira.

## Inventarier
- Dopfuntens cuppa är från senare delen av 1200-talet. Foten är nytillverkad vid en renovering 1961.
- Ett nattvardskärl är tillverkat 1673 och omgjort 1725.
- Två oljemålningar är gjorda av Antonio Balestra (1660–1740) från Venedig.
- Nuvarande altare tillkom 1961.
- Nuvarande orgel är byggd 1967 av John Grönvall Orgelbyggeri i Lilla Edet. Stämmor från en äldre orgel, byggd 1872 av Johan Nikolaus Söderling, har återanvänts i nuvarande orgel.

## Fotogalleri

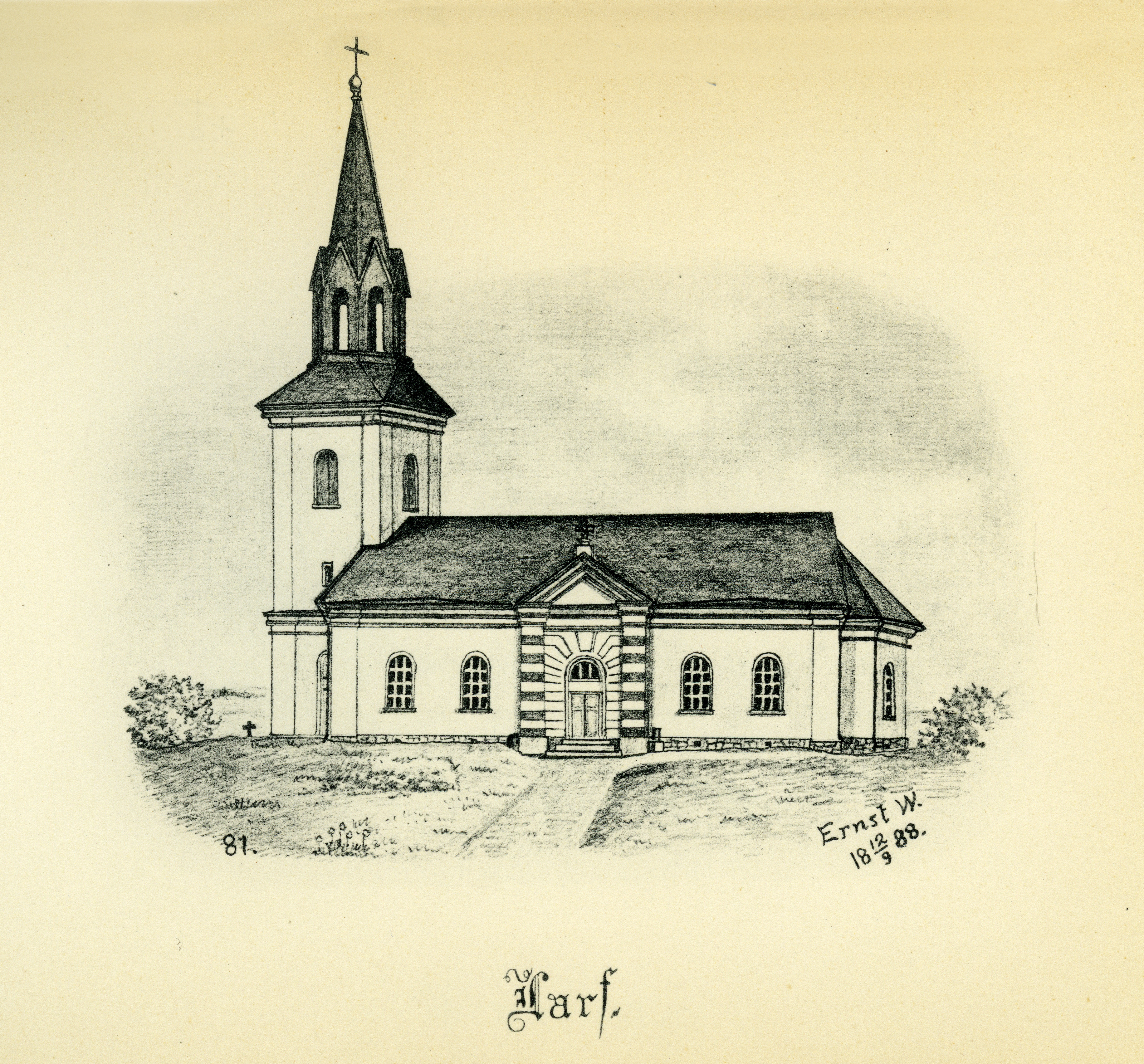
Kyrkan på teckning från 1888.
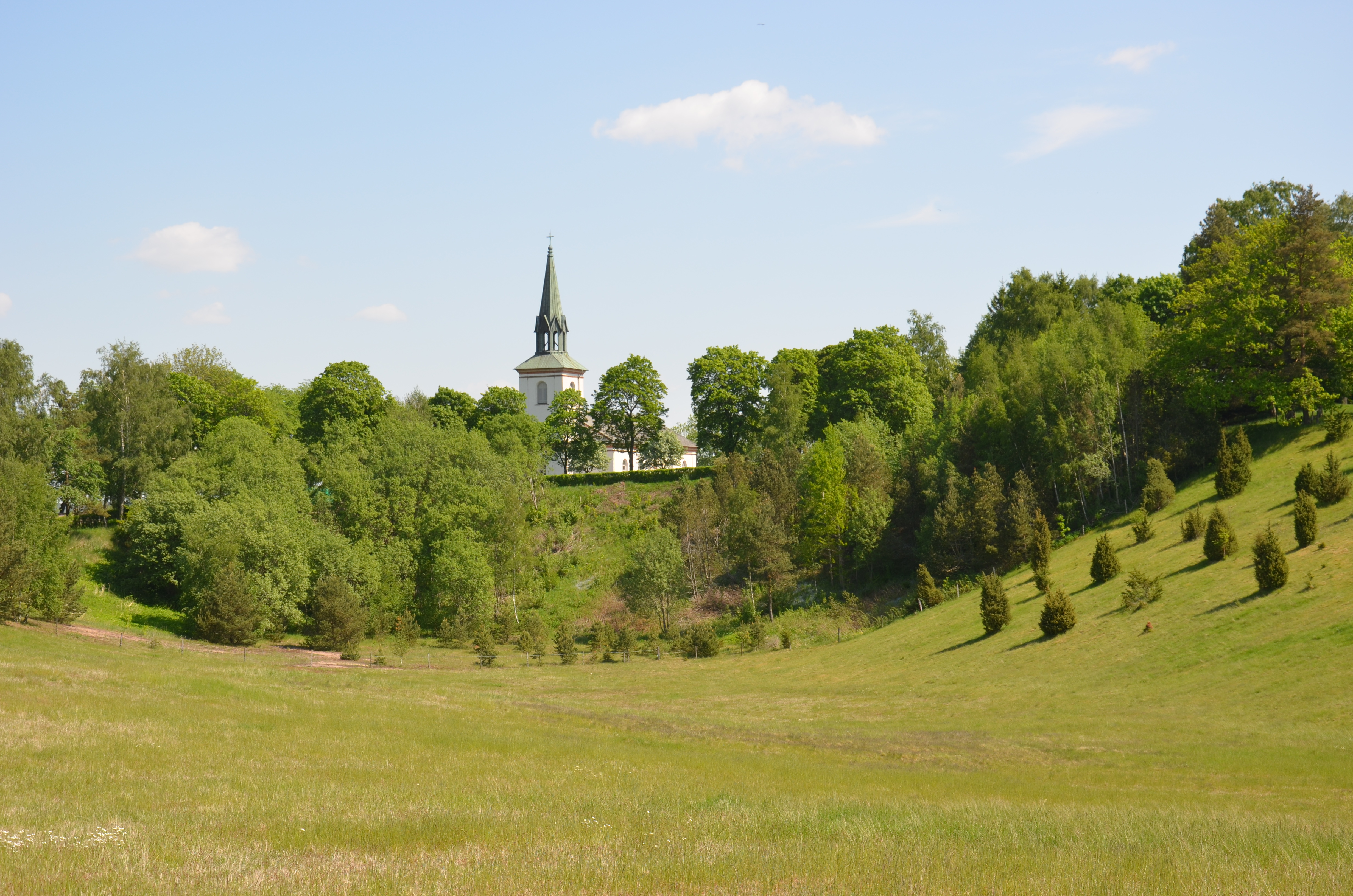
Kyrkan i landskapet.
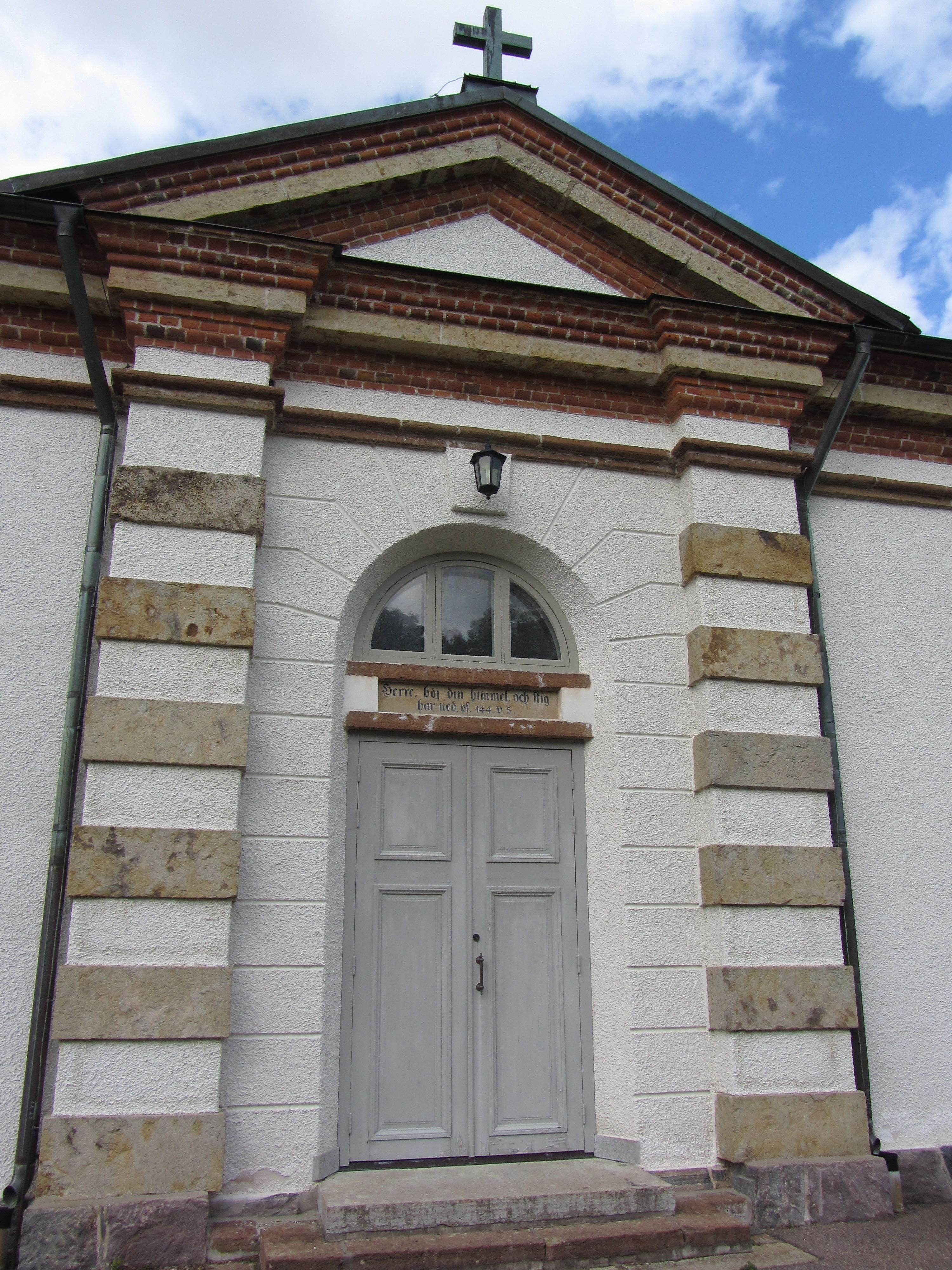
Porten i söder.
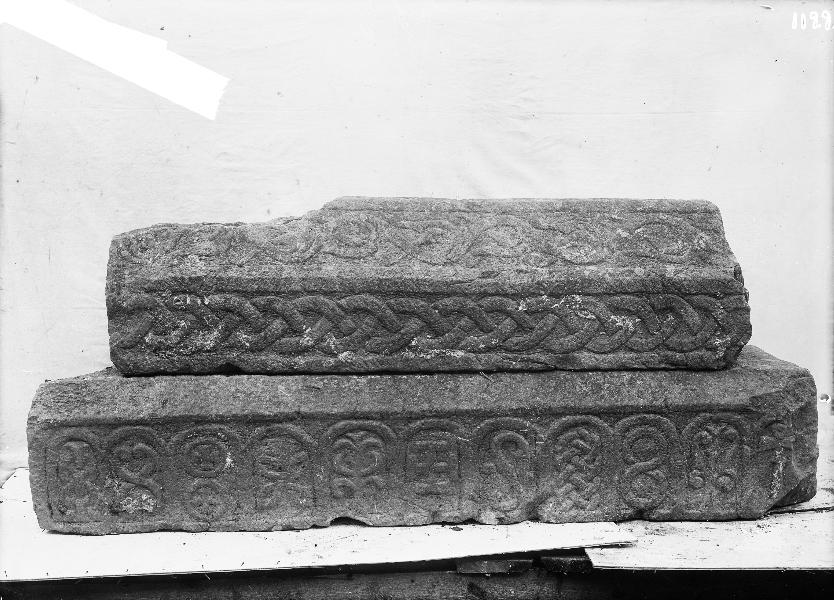
Romansk gravkista från 1100-talet.
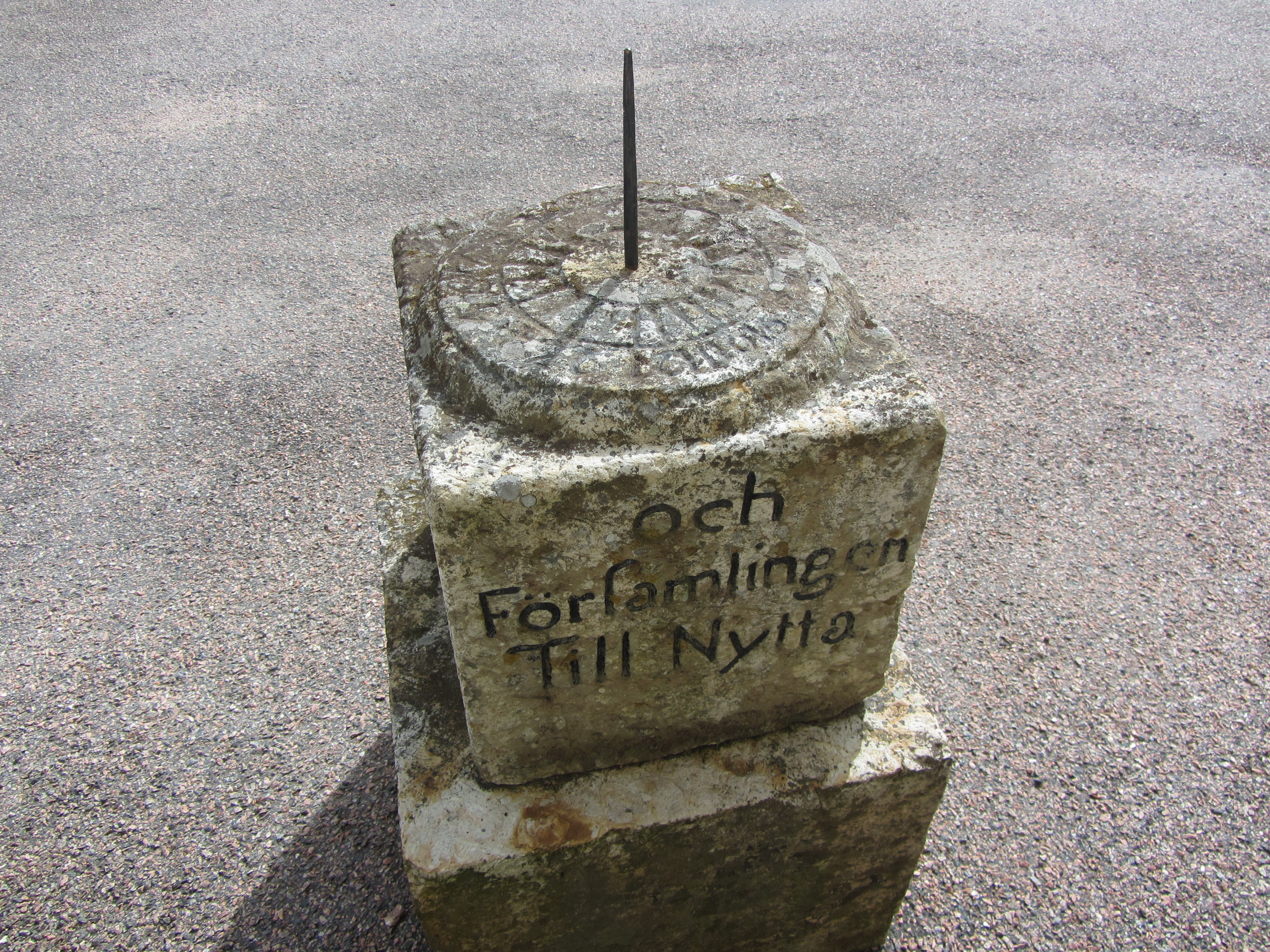
Solur vid kyrkan.